# Chuma (gemeente)
Chuma is een gemeente (municipio) in de Boliviaanse provincie Muñecas in het departement La Paz. De gemeente telt naar schatting 11.313 inwoners (2018). De hoofdplaats is Chuma.